# Лугова вулиця (Київ, Солом'янський район)
Лугова́ ву́лиця — вулиця у Солом'янському районі міста Києва, селище Жуляни. Пролягає від вулиці Григорія Гуляницького до вулиці Сергія Колоса.
Прилучаються вулиці Морських Піхотинців та Князів Ґедиміновичів.

## Історія
Основна частина сформувалася у XIX столітті, ймовірно мала назву від одного з кутків села Жуляни (Хутір, Греківщина). Початковий відрізок сформувався у 1-й третині XX століття. Тоді ж вулиця, ймовірно, і отримала сучасну назву.

## Однойменні вулиці
- Дарницький район

Лугова вулиця;
Луговий провулок.
- Деснянський район

Луговий провулок.
- Дніпровський район

Лугова вулиця (Воскресенські сади).
- Оболонський район

Лугова вулиця.